# 金花远志
金花远志（学名：Polygala linarifolia）为远志科远志属下的一个种。

## 扩展阅读
- 維基物種上的相關：金花远志